# Patricia Wentworth
Patricia Wentworth, nascida Dora Amy Elles, (Mussoori, 10 de novembro de 1878 — 28 de janeiro de 1961) foi uma escritora britânica especializada em romances policiais. Foi a criadora da personagem "Miss Silver".

## Biografia

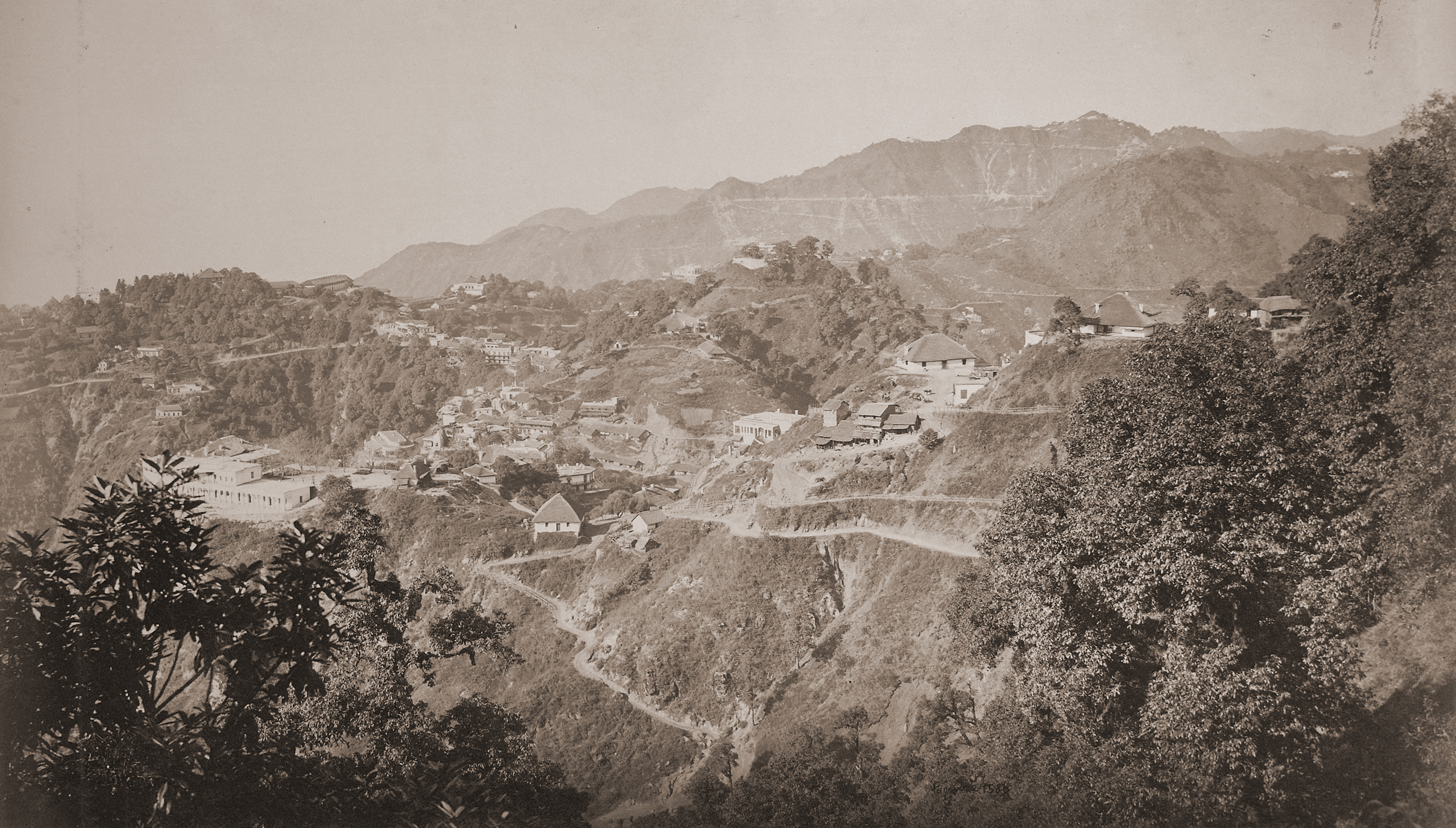
Mussoori e Landour, nos anos 1860

Patrícia nasceu em Mussoori, Uttarakhand, India (então Índia britânica), e foi educada na “Blackheath High School”, em Londres. Após a morte de seu primeiro marido, George F. Dillon, em 1906, ela se fixou em Camberley, Surrey; casou, em 1920, com George Oliver Turnbull, e tiveram uma filha.
Patrícia escreveu uma série de 32 romances policiais que apresentavam a personagem Miss Silver, sendo que o primeiro deles foi publicado em 1928, e o último no ano de sua morte. Miss Silver é comparada, algumas vezes, com Jane Marple, a detetive criada por Agatha Christie. Miss Silver é uma governanta aposentada que se torna detetive particular, e trabalha em estreita colaboração com a Scotland Yard, especialmente com o inspetor Frank Abbott. Ela gosta de citar o poeta Alfred Tennyson, e é bem conhecida nos círculos sociais. “Na maioria dos casos, há um jovem casal cujo romance parece malogrado por causa do assassinato a ser resolvido, mas nas mãos do competente Miss Silver o caso é resolvido, o jovem casal é exonerado, e tudo fica certo no seu mundo tradicional”.
Wentworth também escreveu 34 livros fora da série com Miss Silver. Ela venceu o Prêmio Melrose em 1910 por seu primeiro romance A Marriage Under The Terror, ambientado durante a Revolução Francesa.

## Lista de obras
- A Marriage under the Terror, 1910
- A Child's Rhyme Book, 1910
- A Little More Than Kin (título alternativo: More Than Kin), 1911
- The Devil's Wind, 1912
- The Fire Within, 1913
- Simon Heriot, 1914
- Queen Anne Is Dead, 1915
- Earl Or Chieftain?, 1919
- The Astonishing Adventure of Jane Smith, 1923
- The Red Lacquer Case, 1924
- The Annam Jewel, 1924
- The Black Cabinet, 1925
- The Dower House Mystery, 1925
- The Amazing Chance, 1926
- Hue And Cry, 1927
- Anne Belinda, 1927
- Grey Mask, 1928
- Will-O'-The-Wisp, 1928
- Fool Errant, 1929
- Beggar's Choice, 1930
- The Coldstone, 1930
- Danger Calling, 1931
- Kingdom Lost, 1931
- Nothing Venture, 1932
- Red Danger (USA: Red Shadow), 1932
- Seven Green Stones (USA: Outrageous Fortune), 1933
- Walk with Care, 1933
- Devil-In-The-Dark (USA: Touch And Go), 1934
- Fear by Night, 1934
- Red Stefan, 1935
- Blindfold, 1935
- Dead or Alive, 1936
- Hole and Corner, 1936
- The Case Is Closed, 1937
- Down Under, 1937
- Mr Zero, 1938
- Run!, 1938
- Lonesome Road, 1939
- The Blind Side, 1939
- Who Pays The Piper? (USA: Account Rendered), 1940
- Rolling Stone, 1940
- Unlawful Occasions (USA: Weekend with Death), 1941
- Pursuit Of A Parcel, 1942
- Danger Point (USA: In the Balance), 1942
- The Chinese Shawl, 1943
- Miss Silver Intervenes (USA: Miss Silver Deals with Death), 1944
- Beneath the Hunter's Moon, 1945
- The Clock Strikes Twelve, 1945
- The Key, 1946
- Silence in Court, 1947
- The Traveller Returns (USA: She Came Back), 1948
- Pilgrim's Rest (título alternativo: Dark Threat), 1948
- Latter End, 1949
- Spotlight (USA: Wicked Uncle), 1949
- Eternity Ring, 1950
- The Case of William Smith, 1950
- Miss Silver Comes To Stay, 1951
- The Catherine-Wheel, 1951
- The Brading Collection (título alternativo: Mr Brading's Collection), 1952
- Through the Wall, 1952
- The Pool of Dreams, 1953
- Anna, Where Are You? (título alternativo: Death At Deep End), 1953
- The Watersplash, 1953
- The Ivory Dagger, 1953
- Ladies' Bane, 1954]
- Out of the Past, 1955
- Vanishing Point, 1955
- The Benevent Treasure, 1956
- The Silent Pool, 1956
- Poison in the Pen, 1957
- The Listening Eye, 1957
- The Gazebo (título alternativo: The Summerhouse), 1958
- The Watersplash, 1959
- The Fingerprint, 1959
- The Allington Inheritance, 1960
- The Girl in the Cellar, 1961

## Patricia Wentworthem língua portuguesa
| nº série | Título em Português         | Título original               | Tradução                                    | Ano  | Editora                                 | Série                                         | Nº de páginas |
| -------- | --------------------------- | ----------------------------- | ------------------------------------------- | ---- | --------------------------------------- | --------------------------------------------- | ------------- |
| 01       | Herança Inesperada          | Fear By Night                 | B. Ribeiro                                  | 1934 | Companhia Editora Nacional              | Biblioteca das Moças nº 122                   | 236           |
| 02       | O Punhal de Marfim          | The ivory dagger              | Francisco Manoel da Rocha Filho             | 1951 | Difel, Círculo do Livro, Abril Cultural | Grandes Sucessos                              | 278           |
| 03       | O Xale Chinês               | The Chinese Shawl             | Francisco Manoel da Rocha Filho             | 1943 | Difel                                   | Coleção Mestres Modernos do Romance Policial  | 280 p.        |
| 04       | E Nenhuma Disse Adeus       |                               | (Francisco Manoel da) Rocha Filho           | 1977 | Difel                                   | Coleção Mestres Modernos do Romance Policial  | 268 p.        |
| 05       | Miss Silver Veio para Ficar | Miss Silves comes to saty     | Tradução de Francisco Manoel da Rocha Filho | 1978 | Difel                                   | Coleção Mestres Modernos do Romance Policial. | 280 p.        |
| 06       | A morte ronda o tanque      |                               |                                             |      | Difel                                   |                                               | 258 p.        |
| 07       | A Piscina Silenciosa        | The silent pool               |                                             | 1954 | Editora Livros do Brasil                |                                               |               |
| 08       | O Máscara Cinzenta          | Grey Mask                     | Eduardo Saló                                | 1928 | Editora Livros do Brasil                | Coleção Vampiro, nº 661                       | 231           |
| 09       | O Mirante                   | The gazebo ou The Summerhouse |                                             | 1955 | Editora Livros do Brasil                | Coleção Vampiro, nº 663                       | 256           |
| 10       | Caso Encerrado              | The case is closed            |                                             | 1937 | Editora Livros do Brasil                |                                               | 280           |
| 11       | O enigma da aldeia          |                               | Carla Susana Fernandes                      |      | Editora Europa-América                  | Coleção Clube do Crime, nº 166                |               |